# Distrikt
Distrikt je dílčí územní jednotka několika států po celém světě, odpovídající okresu. Jsou to například:
- Belize – distrikty Belize
- Izrael – izraelské distrikty
- Nový Zéland – distrikty Nového Zélandu
- Portugalsko – distrikty Portugalska
- Botswana – distrikty Botswany
- Bhútán – distrikty Bhútánu